# Skialpinismus
Skialpinismus je pohyb na lyžích ve volném horském terénu. Stoupání do kopce umožňuje speciální vázání a pásy nalepené na skluznici. Dělí se na tradiční a závodní skialpinismus. Zatímco tradiční skialpinismus je volný pohyb povětšinou na lyžích (ale ne výhradně) a vyhledává ve své extrémní podobě strmé sjezdy a prvosjezdy, závodní skialpinismus probíhá na vytyčených trasách, na okruhu (Rally) nebo od startu do cíle a kombinuje výstupy (vertical race) a sjezdy. Výstupy mohou být předepsány na lyžích, nebo pěšky s lyžemi na batohu. Hodnotí se čas.
První skialpinistické túry sahají až ke konci 19. století. Jelikož neexistovaly lanovky, byl veškerý pohyb na lyžích tenkrát tak trochu skialpinismus.
Nejlákavější na skialpinismu jsou jistě sjezdy v čerstvém prašanu. Často však tento sníh znamená nejdříve namáhavý výstup, zakládání stopy a časté zapadání lyží do sněhu a tím zvýšená náročnost při cestě nahoru. Při pohybu v horském terénu jsou skialpinisté ohrožování především lavinovým nebezpečím a pochopitelně i zraněním při případném pádu.
K základnímu vybavení skialpinisty patří lavinový vyhledávač (pípák), lopata a lavinová sonda, přilba. Lyže jsou lehčí než klasické lyže, širší a kratší a mají na konci prohlubeninu na připevnění háčku u stoupacích pásů. Vázání je konstruováno tak, že je při výstupech pohyblivá pata. Vázání je nastavitelné do několika poloh pro stoupání a většinou má brzdu podobnou brzdám na normálních lyžích. Stoupací pásy mají na jedné straně lepicí vrstvu, která se přilepí pro chůzi nahoru na skluznici a druhá strana je z materiálu mohér, nebo umělého vlákna a zabraňuje klouzání po sněhu. Dříve se pásy vyráběly z tulení nebo sobí kožešiny a připevňovaly se řemínky. Pro hodně túr se doporučují i železa, což jsou mačky na skialpinistické vázání a pomáhají zabránit uklouznutí lyže v ledové stopě. Tato železa se nasazují na vázání a hroty se zařezávají do sněhu a ledu. Skialpové boty se odlišují od normálních lyžařských bot tím, že mají vnitřní botu buďto na šněrování, nebo na suchý zip. Vnější bota je z plastu, na patě je mechanismus na přepnutí pohyblivosti boty na chůzi a sjezd. Další rozdíl oproti klasické lyžařské botě je v podrážce. Skialpové boty mají podrážku stejnou jako boty na vysokohorskou turistiku. Při některých túrách na jaře se musí vyšlapat k hranici sněhu pěšky s lyžemi na zádech. Také se lyže na některých túrách nechávají kus před vrcholem u tzv. ski-depot a cesta na vrchol pokračuje lehčím lezením po skalnatém terénu.

## Vybavení
- skialpové lyže
- skialpové boty
- hůlky
- lavinový vyhledávač
- lopata
- lavinová sonda
- přilba